# بيرت غريغوري
بيرت غريغوري (بالإنجليزية: Bert Gregory)‏ هو لاعب كرة قدم أسترالية أسترالي، ولد في 17 أكتوبر 1888، وتوفي في 9 نوفمبر 1967.

## وصلات خارجية
- بيرت غريغوري على موقع AustralianFootball.com (الإنجليزية)
- بيرت غريغوري على موقع AFLtables.com (الإنجليزية)